# Austrophorocera isabeli
Austrophorocera isabeli là một loài ruồi trong họ Tachinidae.